# Funk Your Head Up
Funk Your Head Up – drugi album studyjny amerykańskiej grupy hip-hopowej Ultramagnetic MCs

## Lista utworów
1. Introduction To The Funk - 0:20
2. Intro - 2:15
3. MC Champion - 3:27
4. Go 4 Yourz - 2:54
5. Blast From The Past - 0:42
6. Funk Radio - 4:08
7. Message From The Boss - 4:45
8. Pluckin Cards - 5:00
9. Intermission - 0:31
10. Stop Jockin Me (gościnnie: Tim Dog) - 4:49
11. Dolly And The Rat Trap - 1:49
12. The Old School (gościnnie: The Cold Crush Brothers)- 0:16
13. Bust The Facts - -4:52
14. Murder And Homicide - 0:21
15. You Ain't Real 4:19
16. Make It Happen (gościnnie: Tim Dog) - 4:27
17. I Like Your Style - 3:46
18. Bi-Lingual Teaching - 0:06
19. Poppa Large - 4:17
20. Moe Love On The 1 And 2 - -3:38
21. Porno Star - 7:00
22. The P.M.R.C. ID - 0:21
23. Chorus Line Pt.2 (gościnnie: Tim Dog) –  5:46